# 沃斯克列先斯科耶农村居民点
沃斯克列先斯科耶农村居民点（俄语：Воскресенское сельское поселение）是俄罗斯联邦伊万诺沃州列日涅沃区所属的一个农村居民点。其下辖有36个居民点，行政中心为沃斯克列先斯科耶。据2015年统计，该农村居民点的人口为1370人。